# 螺环化合物
螺環化合物是一種由單個原子連接兩個雙環的有機化合物，在自然界中，環的構造基本上可以相同或是不同的，連接兩個環之間的原子稱為spiroatom（螺原子），通常是四級碳（又稱螺碳），也可以是硅、磷、砷等。螺原子一般是季碳原子。螺型化合物會利用括號把環數分別寫出，環數不包含螺原子本身，而數字小的會在數字大的前面，且中間以點號分離。如下圖中所示，A化合物叫做1-溴-3-氯螺環[4.5]癸烷-7-醇、B化合物叫做1-溴-3-氯螺環[3.6]癸烷-7-醇。這種化合物也同時包含了環己烷和環戊烷，叫做螺環[4.5]癸烷。此命名法是由阿道夫·馮·拜爾在所1900年提出。
例如其中一種螺環化合物的簡稱便可叫做：螺環戊二烯

## 縮醛
環酮二醇和硫醇縮醛也可組成螺環化合物，舉例來說，螺普利（Spirapril）這個化合物中的一個五環便是自1,2 - 乙二硫醇缩合而成的。

## 聚合螺環化合物

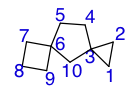
Incorrect numbering of dispiro[2.1.3^{5}.2^{3}]decane

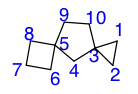
Correct numbering

聚合螺環化合物是以兩個或更多的螺原子作為連結組合成三個或更多個環。命名螺環化合物的時候，會在名字的前面加上 di-, tri-, tetra-,... 等等的數字形容詞，即意味著螺原子的數量,這些原子會單獨存在於各個環之間。螺環化合物裡的原子已經有系統的進行編號。多螺環化合物的命名是從一個連接螺原子的環分子開始，這環分子即稱為終端環，這些多螺環分子可以有兩個或是更多的終端環，而連接在多螺環化合物之中，每一個環之間都只有一個螺原子相互連接。終端環中的命名是由螺原子旁邊的原子作為起始，標記為數字1，之後延這分子開始對每個原子進行編號。
兩個或兩個以上的終端環，終端環開始的編號會有另一種選擇方法，當第一個spiroatom編號後，之後的螺環化合物，其連接的螺原子都要盡可能的為最小的編號。假設有一個化合物，其中有兩個終端環，一個環中含有6個原子，另一個有8個原子。 編號則是是由6原子組成的環開始進行，因為在之後進行編號，spiroatom會被編號為6，若由8原子組成的環開始，則spiroatom會被編號為8。編號的方向由spiroatom決定（在第一個已經被編號的終端環的spiroatom開始）假設螺原子先以一種方向開始進行編號，而編號的數字若小於另一種方向的編號，則選擇螺原子編號數字較小的方向開始進行命名。而在之後的螺原子，編號的數字大小則就不這麼重要。在某些情況下，不論從何種方向編號，前兩個，三個，四個或更多的spiroatoms會編到相同的數字。編號方向的選擇是由編號過程中，遇到不同螺原子編號時，選擇有較低編號的螺原子的方向。例如若在一個方向上的編號系統，每個spiroatom的編號為，3，5，7，10，和另一個方向的spiroatoms的編號是3，5，7，9，則選擇第二種編號的方向。在這個情況下，第一編號的方向中，是兩個螺原子之間的編號為7和10，而在相反的編號方向，為7和9。在之後任何螺原子的編號大小，都不重要，編號方向已經由數字9這方向決定了。
在多螺環的命名中，括號內的第一個數字表示最接近螺原子的第一個環中的原子為一號。其餘的數字表示螺原子之間原子的數量，或終端環中的原子。每個數字由句點（英文的句點）隔開。在這個例子中，有兩個原子（編號為1和2）之前，在第一個spiroatom（3）的前面。3和4 spiroatoms之間沒有任何原子，同樣的在4和5、5和6的spiroatoms也沒有。第二個終端環上有兩個原子，6和5，5和4，4和3之間有一個。

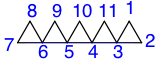
tetraspiro[2.0.0.0.2^{6}.1^{5}.1^{4}.1^{3}]undecane

因此得到了序列[2.0.0.0.2.1.1.1]。在右邊的例子中，有兩個spiroatoms，因此命名二螺(dispiro)開始。在first terminal ring中，有兩個原子，表示到目前為止的名稱 dispiro[2。接下來兩個spiroatoms之間分別有一個和四個原子在其他terminal ring，揭示了名二螺[2.1.35。上標為的第二spiroatom，編號為5，已新增為會遇到編號的原子數的路徑後，在終端環後的三個原子，最後一次添加9和10原子　3和5 spiroatoms之間原子，然後加入烷烴，具有原子數為相同數量的該螺環化合物，癸烷，namedispiro[2.1.35.23]癸烷顯露的名稱。

## 手性
有些的螺化合物具有軸向手性。螺原子(英語：Spiroatoms)可以是手性中心，甚至當他們欠缺觀察手性所需的四個不同的取代基。當兩個環是相同的就由CIP系統來分配更高的優先，以延長一個環和一個低優先級的其他環的延伸。當環不相似常規則可以適用。
lactones and oxazines常被用來無色染料頻繁地展示變色和無色和的可逆變化。

## 外部連結
- IUPAC nomenclature 1999 （页面存档备份，存于）
- IUPAC Blue Book （页面存档备份，存于）